# إيزاو ماتسوشيتا
إيزاو ماتسوشيتا (باليابانية: 松下功夫؛ بالكانا: まつした いさお) هو شخصية أعمال ياباني، ولد في 3 أبريل 1947.